# Marie de Saint-Pierre et de la Sainte Famille
Marie de Saint-Pierre et de la Sainte Famille (1816-1848), née Perrine Éluère, est une religieuse carmélite déchaussée du couvent de Tours (France).
Elle est connue pour avoir initié la dévotion à la Sainte Face de Jésus, une des dévotions de l'Église catholique, ainsi que celle « du petit sachet ». Elle est à l'origine de la fondation de l’archiconfrérie de la Sainte-Face, officiellement reconnue par le Vatican en 1885. La prière et la dévotion envers la Sainte Face qu'elle a initiées se sont répandues en Europe et dans le monde.

## Biographie

### Enfance et entrée au Carmel
Marie est née le 4 octobre 1816 à Rennes, de Pierre Éluère et France Portier, dans une famille qui compte 12 enfants. Elle est baptisée dans l'église Saint-Germain avec Perrine comme prénom. Sa mère décède très tôt, et son père élève seul les enfants. La maladie va enlever un à un les enfants de la famille : ils décèdent les uns après les autres, ne laissant qu'un garçon, et la jeune Perrine. Perrine est alors envoyée apprendre la couture avec deux de ses tantes paternelles.
Le 13 novembre 1839, elle entre au Carmel de Tours. Dans ce Carmel, les religieuses ont une dévotion particulière au Sacré-Cœur. Perrine a une dévotion particulière à la Sainte Enfance de Jésus. Le 8 juin 1841 elle fait sa profession de carmélite sous le nom de Sœur Marie de Saint-Pierre et de la Sainte Famille.
Le 8 août 1843 le Pape Grégoire XVI promulgue un bref pontifical pour l'érection d'une confrérie sous le patronage de saint Louis pour la réparation du blasphème contre le Saint Nom de Dieu. Le 26 août, Léon Papin-Dupont, surnommé le « saint homme de Tours », répartit entre plusieurs des communautés religieuses de la ville, une prière en l'honneur du Saint Nom de Dieu, par l'intercession du roi Louis IX. Les prières circulent parmi toutes les maisons religieuses de la ville, sauf le carmel de Tours que M. Dupont a semble-t-il oublié (bien qu'il soit en bons termes avec les carmélites).

### La prière de réparation

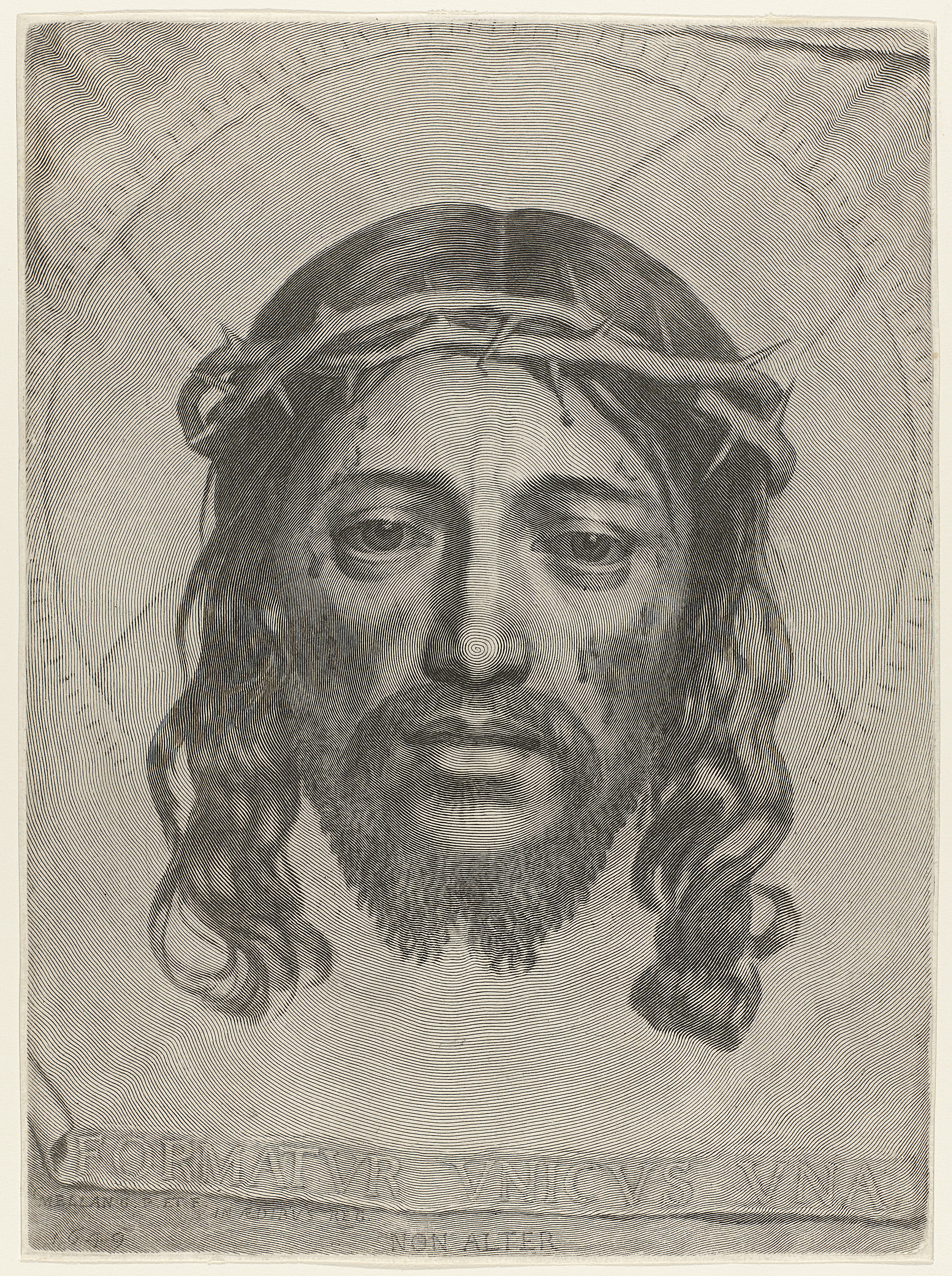
Le Linge de sainte Véronique, par Claude Mellan (c. 1649).

Sœur Marie de Saint-Pierre rapporte que dix-huit jours plus tard, en commençant sa prière du soir Jésus lui a fait comprendre qu'Il lui donnerait une prière de réparation, « un poignard d'or » contre le blasphème de son Saint Nom. Il lui a dit également que la dévotion qu'Il lui confie a pour but non seulement la réparation du blasphème, mais aussi la réparation pour la profanation du jour du Seigneur. La religieuse a invariablement déclaré que ces « communications » n'étaient ni des visions, ni des apparitions, que les vérités (qui lui étaient montrées) ne lui ont pas été exposées sous une forme éternelle, et qu'elle n'a pas entendu physiquement ce qu'elle a été chargée de raconter.
De 1844 à 1847 Sœur Marie de Saint-Pierre rapporte qu'elle eu des visions de Jésus et de Marie. Elle dit qu'en 1844, dans une vision, Jésus lui a dit : « Ceux qui contempleront mon visage blessé sur la terre, un jour contempleront la gloire et la majesté avec laquelle il est entouré dans le ciel ».
La religieuse indique avoir reçu de Jésus la demande de « réparer les outrages et d'essuyer la boue de sa Sainte Face », outrages commis par les blasphémateurs contre Dieu et l’Église. Dans ses écrits, Sœur Marie fait le lien (mystique) entre ses « révélations privées » et le passage biblique où sainte Véronique essuie les crachats et la boue de la face de Jésus avec son voile sur le chemin du Golgotha. Marie de Saint-Pierre affirme qu'aujourd'hui les actes sacrilèges et blasphématoires s'ajoutent aux crachats et à la boue que sainte Véronique essuya ce jour-là. Selon Sœur Marie de Saint-Pierre, dans ses visions Jésus lui a dit qu'Il voulait la dévotion à Sa Sainte Face en réparation pour les sacrilèges et les blasphèmes (« blasphèmes contre le nom de Dieu, et le dimanche profané »), qu'Il décrit comme étant une « flèche empoisonnée ».
C'est pour cela que la religieuse a écrit la prière de la « Flèche d'Or de la dévotion à la Sainte Face ». Cette prière, dictée par Jésus-Christ lui-même (d'après la religieuse), a pour objectif de faire « sortir du Sacré-cœur de Jésus des torrents de grâce pour la conversion des pécheurs ». Cette prière est maintenant connue parmi les prières de Réparation à Jésus-Christ,.

### Fondation d'une archiconfrérie

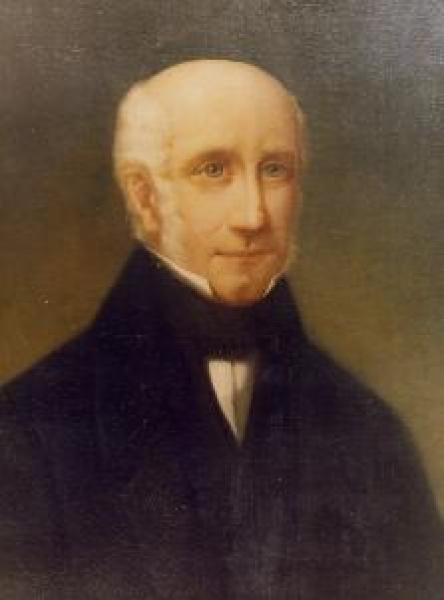
Léon Papin-Dupont qui a soutenu la religieuse dans son projet de fondation.

En 1843 elle rencontre l'Archevêque de Tours Mgr Morlot pour lui demander de faire diffuser cette prière de dévotion, mais celui-ci ne prend pas au sérieux les demandes de la religieuse. Malgré cela, en 1847, elle réitère sa demande et obtient de l'évêché (et du pape Pie IX), l'autorisation de fonder une l'archiconfrérie de laïcs destinée à prier pour la réparation des offenses faites à la Sainte Face. À cet effet, elle fait également frapper une médaille. Cette archiconfrérie est basée à Langres. La religieuse souhaite l'étendre à la ville de Tours. Elle rencontre le secrétaire de l'évêque à ce sujet l'année suivante, mais essuie un nouveau refus de sa part. Quelques jours plus tard, la ville de Lyon accueille favorablement la même demande et l'archiconfrérie commence à s'étendre dans toute la France.

### Décès et sépulture
Le 30 mars 1848 la religieuse tombe malade et entre à l'infirmerie du couvent. Elle n'en ressortira plus. Elle souffre d'une phtisie pulmonaire à laquelle s'ajoutent d'autres maux,.
Marie de Saint-Pierre décède le 8 juillet 1848. Dès son décès, elle est considérée comme sainte par de nombreuses personnes de son entourage.
Enterrée au cimetière Saint-Jean des Corps, sa tombe devient vite un lieu de pèlerinage et plusieurs personnes ont rapporté des miracles obtenus par son intercession. Le 13 novembre 1857 ses restes mortuaires sont transférés dans l'église du couvent des Carmélites (dans la chapelle située à droite de l'entrée). Une plaque de marbre indique le lieu de dépôt des reliques.

## Spiritualité et dévotions
Marie de Saint-Pierre est connue pour avoir initié la dévotion à la Sainte Face de Jésus, une des dévotions de l'Église catholique.
Elle a également mis en place la dévotion « du petit sachet »,.

## Reconnaissance par l’Église

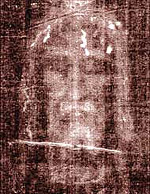
Visage de la Sainte Face sur le suaire de Turin.

La dévotion qu'elle a initiée a été promue par le Vénérable Léon Dupont qui a prié et encouragé la dévotion à la Sainte Face de Jésus pendant environ 30 ans. Les documents relatifs à la vie de sœur Marie de Saint-Pierre et la dévotion ont été conservés par l’Église.
En 1874, Charles Théodore Colet est nommé archevêque de Tours. Mgr Colet examine les documents et, en 1876, il donne l'autorisation de publication (des documents) et encourage la dévotion à la sainte Face. La confrérie s'installe à Tours, et se répand en France (Versailles, Reims, Laval, Perpignan, Saint-Brieuc) mais également à l'étranger (Belgique, Hollande et jusqu'en Amérique).
Cette dévotion à la Sainte Face de Jésus est approuvée par le pape Léon XIII en 1885, via l'érection canonique de l’archiconfrérie de la Sainte-Face.
Près de 50 ans après sa mort, une autre carmélite française, sainte Thérèse de Lisieux écrit un certain nombre de poèmes et prières dans les années 1890 qui aident à répandre la dévotion à la Sainte Face. Dans les années 1930, une religieuse italienne, sœur Maria Pierina De Micheli associe à l'image de la Sainte Face de Jésus du suaire de Turin avec la dévotion à la Sainte Face. Elle fait également frapper la première médaille de la Sainte Face.
La première médaille de la Sainte Face a été offerte au pape Pie XII qui l'a acceptée et a approuvé la dévotion en 1958. Il a déclaré que la fête de la Sainte Face de Jésus serait célébrée le jour de mardi gras (le mardi précédant le mercredi des Cendres) pour tous les catholiques.

## Citations
- « Oh ! Si pouvions comprendre la gloire que nous pourrions obtenir en répétant les mots: (la) « Mirabile Nomen Dei » (Admirable est le nom de Dieu) dans un esprit de réparation des blasphèmes »[26].
- Prière récitée par Marie de Saint Pierre : « Père éternel, je vous offre, contre le camp de vos ennemis, la croix de Notre-Seigneur Jésus-Christ et tous les instruments de sa sainte Passion, afin que vous mettiez entre eux la division ; car, ainsi que l'a dit votre Fils bien-aimé, tout royaume divisé contre lui-même sera détruit »[27].
- Prière "de la Flèche d'Or" ou formule de louange que Notre Seigneur dicta a Sœur Marie de Saint Pierre pour la réparation des blasphèmes contre son saint Nom : « Qu'à jamais soit loué, béni, aimé, adoré, glorifié le très saint, très sacré, très adorable, très inconnu, très inexprimable Nom de Dieu, au ciel, sur la terre et dans les enfers, par toutes les créatures sorties des mains de Dieu, et par le sacré Cœur de Notre-Seigneur Jésus-Christ au très saint Sacrement de l'autel ! Ainsi soit-il. »[28].

### Liens Externes
- Ressource relative à la religion :   - Dictionnaire de spiritualité
- Notices d'autorité :   - VIAF
  - ISNI
  - BnF (données)
  - IdRef
  - GND
  - Italie
- Sœur Marie de Saint-Pierre
- (en) The Holy Face Association
- (en) Catholic Tradition Holy Face Directory
- (en) Holy Face Devotion in the UK
- (en) Archdiocese of Tours